# Bockwindmühle Borne

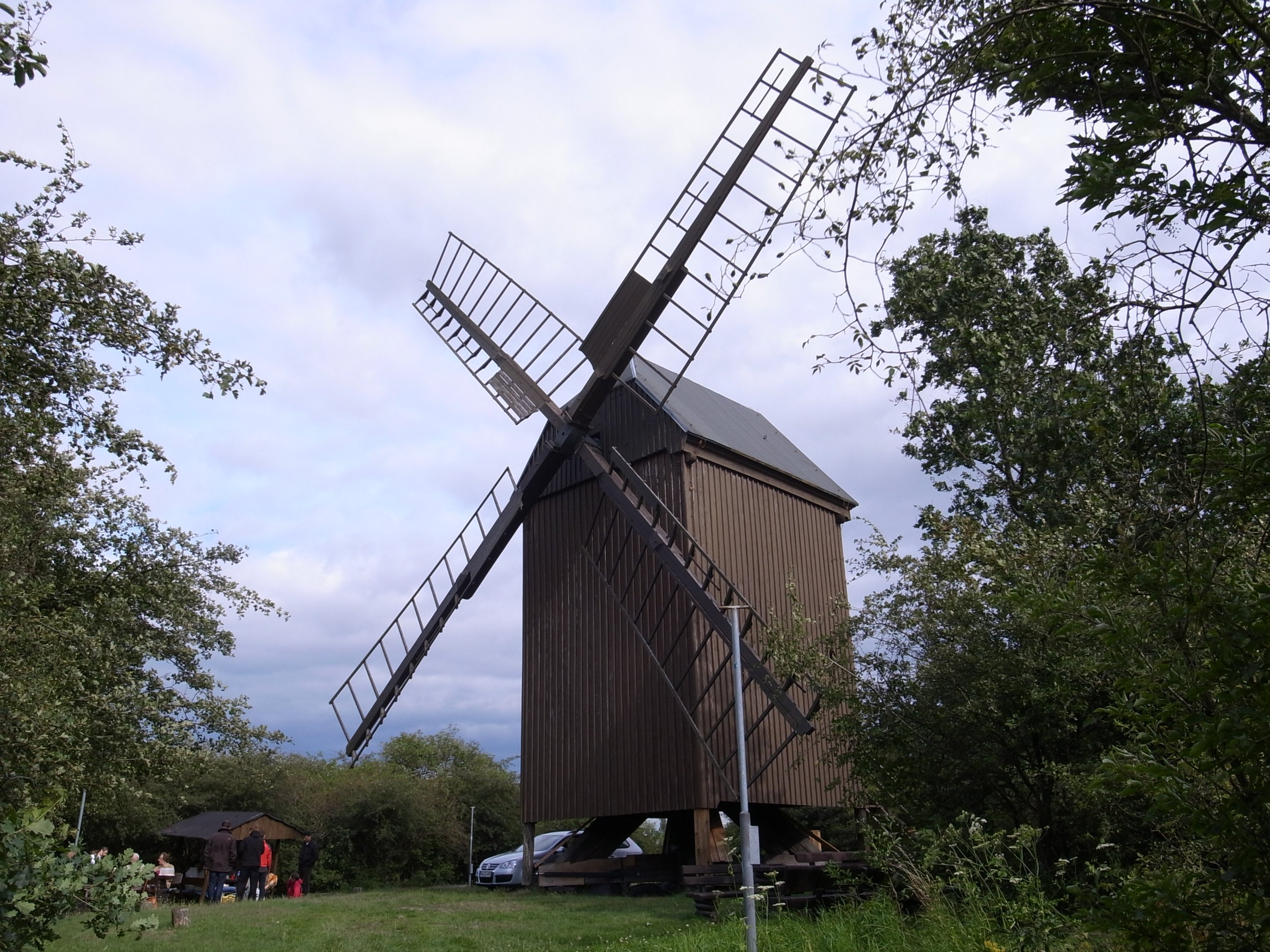
Bockwindmühle Borne (2011)

Die Bockwindmühle Borne ist eine historische Bockwindmühle und ein Baudenkmal im Ortsteil Borne der Stadt Bad Belzig im Landkreis Potsdam-Mittelmark (Brandenburg). Die Bockwindmühle wurde 1803 (nach anderer Quelle: 1804) erbaut, hatte jedoch eine ältere Vorgängermühle. 1958/59 wurde der Betrieb eingestellt. 1960 übernahm die Gemeinde die Bockwindmühle als Baudenkmal, das von 1994 bis 1997 restauriert wurde. Sie ist mit originaler Mühlentechnik ausgestattet und voll funktionsfähig, und sie kann im Rahmen von Führungen besichtigt werden.

## Lage
Die Bockwindmühle befindet sich auf einem kleinen Hügel etwa 50 Meter südlich der Gruboer Straße (K6927), etwa 200 Meter südöstlich des südlichen Ortsausgangs von Borne in Richtung Grubo.

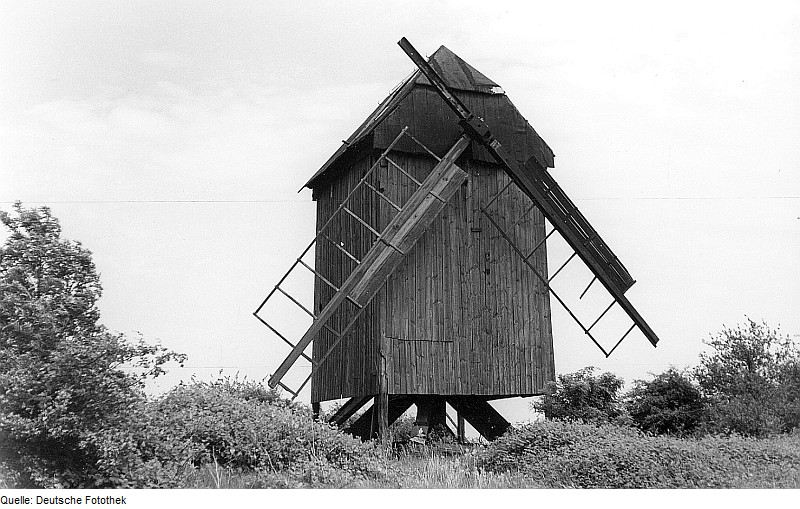
Borner Bockwindmühle mit Sturmschäden, nach dem Sturm von 1972

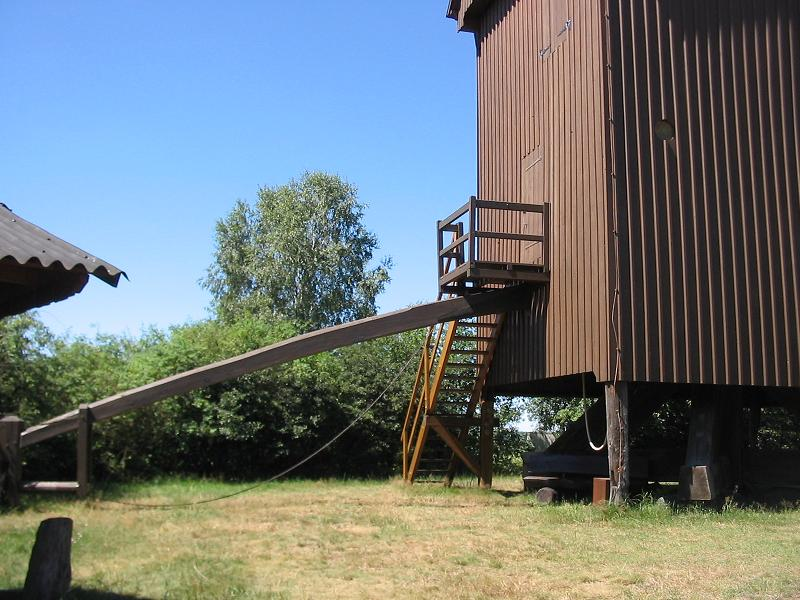
Zugang und Sterz

## Geschichte
Die heutige Borner Bockwindmühle hatte eine ältere Vorgängermühle. Wann diese erste Borner Bockwindmühle erbaut wurde, ließ sich nicht ermitteln. Das Historische Ortslexikon nennt erst für 1764 einen Windmühlenbesitzer. Dagegen nennt Hubert Otto bereits für 1739 einen Müller namens Friedrich Rösicke in Borne. Um 1800 war ein gewisser Behrend Windmüller in Borne.
Nach der in der Borner Bockwindmühle aushängenden Chronik wurde die Mühle 1803 erbaut. Nach Ella Rupprecht wurde die Borner Bockwindmühle dagegen 1804 von einem Mühlenmeister namens Schulz erbaut. 1830 gehörte die Bockwindmühle in Borne einem Mühlenmeister Johann August Christoph Michaelis. 1835 war dieser Mühlenmeister Michaelis gestorben, und seine Witwe Sophie geb. Märten wollte die Mühle zunächst auf sechs Jahre verpachten. Nur wenige Monate später hatte sie sich umentschieden und wollte die Mühle nun samt ihrem dabei gelegenen Kossätenhof nebst Garten zu 4 Scheffel Roggen Aussaat, einem Acker im Felde zu 8 Scheffel Roggen Aussaat und einen sächsischen Morgen Wiese (hinter Baitz gelegen) zu verkaufen. Um 1900 wird ein Müller Gottlieb Fischer aus Groß Marzehns genannt. Er hatte die Borner Bockwindmühle von einem Vorbesitzer namens Schulze gekauft. Bis um 1930 wurde die Bockwindmühle zum Mahlen von Mehl genutzt. Danach wurde sie bis 1958 nur noch zur Herstellung von Schrot betrieben. War der Wind günstig, hatte sie eine Tagesleistung von bis zu 4 t Getreide. Der letzte Besitzer der Bockwindmühle namens Fischer baute sich eine Bäckerei auf.

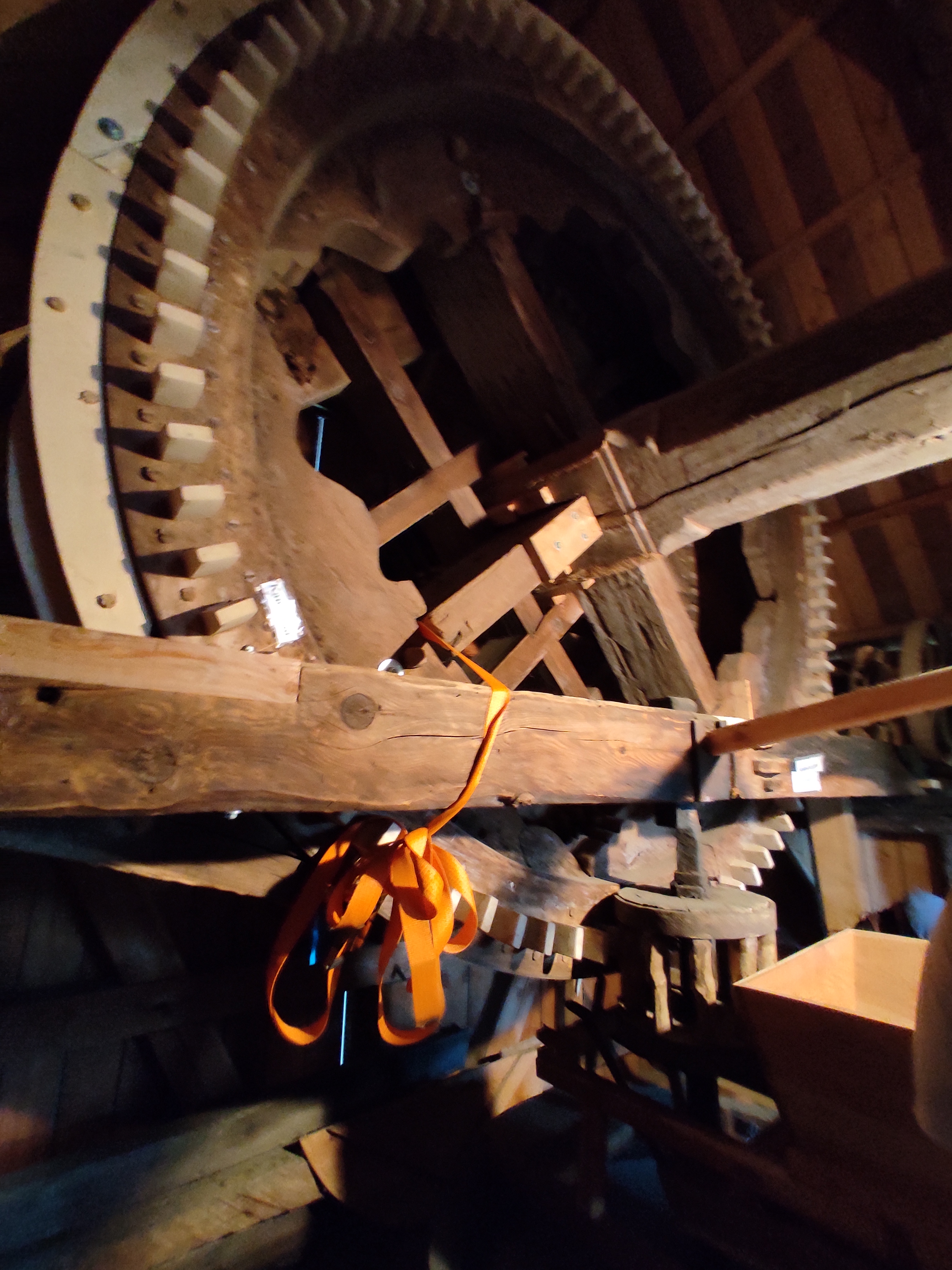
Kammrad und Eisenbalken der Bockwindmühle Borne

1960 wurde die Mühle nach längeren Beratungen von der Gemeinde Borne übernommen. Sie erhielt nun eine neue Außenhaut und eine Instandsetzung durch den Mühlenbauer Schuch aus Schlamau. In den Jahren 1860, 1890 und 1977 wurde die Mühle von Blitzen getroffen, die glücklicherweise nicht zündeten. Im November 1972 war die Mühle jedoch durch einen Sturm schwer beschädigt worden. Trotz der eingelegten Bremse bewegte sich die Mühle, und die vier Ruten wurden zerstört. 1974 erfolgte der Beschluss die Mühle als Baudenkmal zu erhalten. Im Oktober/November 1976 wurden die Ruten wieder montiert und die Außenhaut gestrichen. Die Rekonstruktionsarbeiten standen unter der Leitung von Herrn Zecher, einem Mühlenbauer aus Wittenberge (Schwerin). Der Blitzeinschlag von 1977 verursachte zwar keinen Brand, richtete jedoch trotzdem erheblichen Sachschaden an. So wurden Ständer, Mehlbalken und Sterz schwer beschädigt. Von 1994 bis 1998 wurde die Bockwindmühle Borne erneut umfassend saniert. Im Februar 1998 wurden neue Flügel montiert. Mit dem Mühlentag am 1. Juni 1998 wurde die renovierte Mühle quasi wieder der Öffentlichkeit übergeben.
2010 fanden weitere kleinere Reparaturen statt, u. a. am Mühlensockel und an der Außenhaut.

## Besichtigungsmöglichkeiten
Die Bockwindmühle kann in den Sommermonaten an den Wochenenden im 14-tägigen Rhythmus im Rahmen von Führungen besichtigt werden. Der untere Raum ist museal gestaltet. Die Technik ist noch vollständig mit Kammrad, Übersetzungen für den Sackaufzug, Mühlsteinen, Ascania-Sichter und Walzenstuhl. Sie ist noch windgängig. Die Bockwindmühle ist an den jährlichen Mühlentagen regelmäßig geöffnet und zu besichtigen. Der Mühlentag hat hier Volksfestcharakter, mit Händlern, Blaskapelle, Getränkeausschank und Imbissständen.